# For My Pain...
For My Pain... – zespół muzyczny, który powstał w Oulu, w Finlandii, w 1999 r. z inicjatywy Altti Veteläinena i Petri Sankala. Do współpracy zaprosili swoich przyjaciół z innych zespołów, Tuomasa Holopainena z Nightwisha, Lauri Tuohimaa z Charona i Embraze. Po rozpadzie Eternal Tears of Sorrow do współpracy dołączył inny muzyk z tego zespołu, Olli-Pekka Törrö oraz Juha Kylmänen z Reflexion. Wiosna 2001 zespół wszedł do studia, aby nagrać swój debiutancki album "Fallen".

## Dyskografia
| Rok  | Tytuł                                                     |
| ---- | --------------------------------------------------------- |
| 2003 | Fallen - Data: 31 marca 2003 - Wydawca: Spinefarm Records |

| Rok  | Tytuł             | Pozycja na liście | Album  |
| Rok  | Tytuł             | FIN               | Album  |
| ---- | ----------------- | ----------------- | ------ |
| 2004 | "Killing Romance" | 7                 | Fallen |